# 青葉通站
青葉通站（日语：／ Aoba-dōri eki */?）是一由東日本旅客鐵道（JR東日本）所經營的鐵路車站，位於日本宮城縣仙台市青葉區內，現時為仙石線的南端終點站，與仙台站只相距500米，由路面步行兩站之間更只需3分鐘的時間。本站是因應仙石線於仙台市內地下化工程而設立的新建車站。

## 車站結構

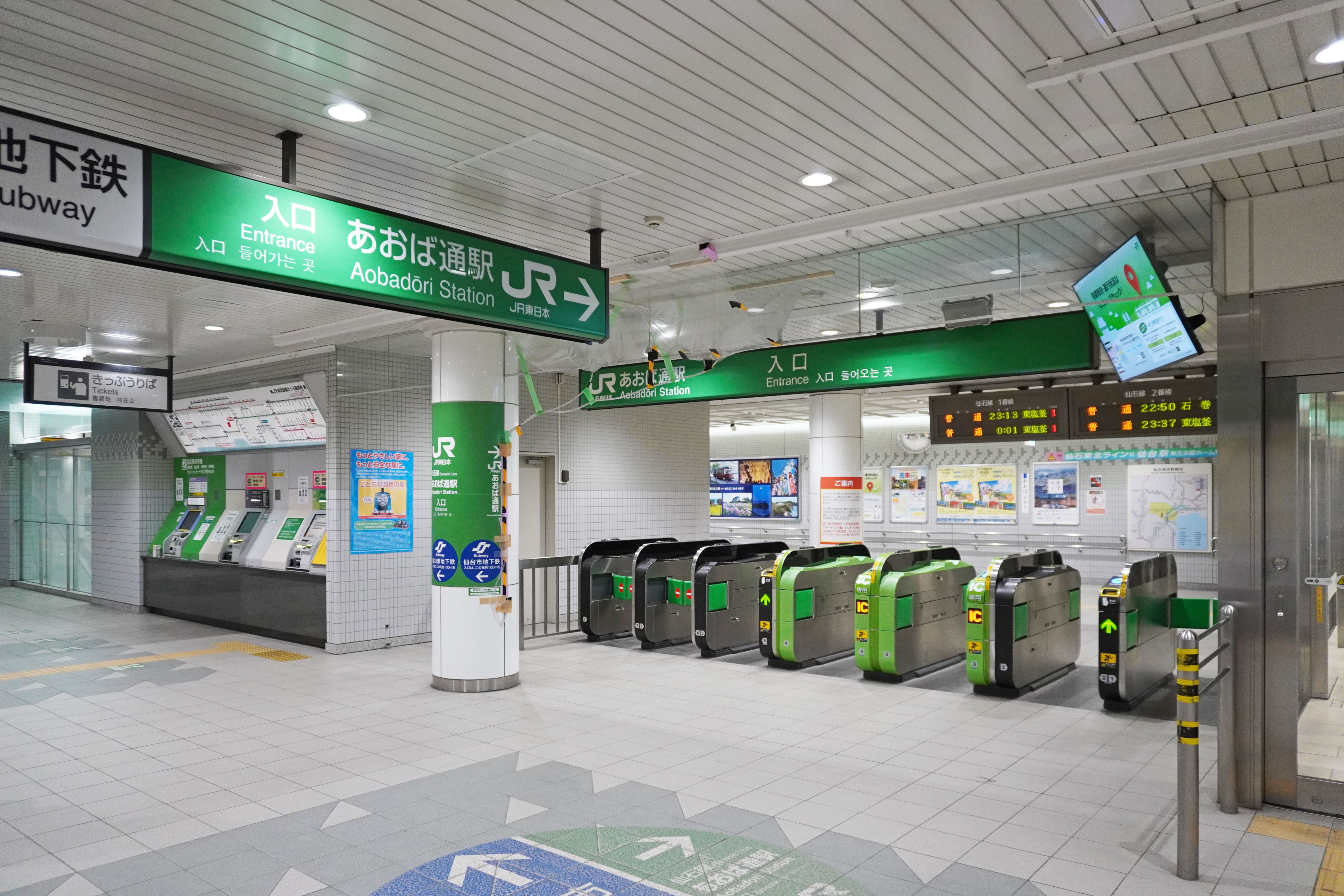
閘口(2023年5月)

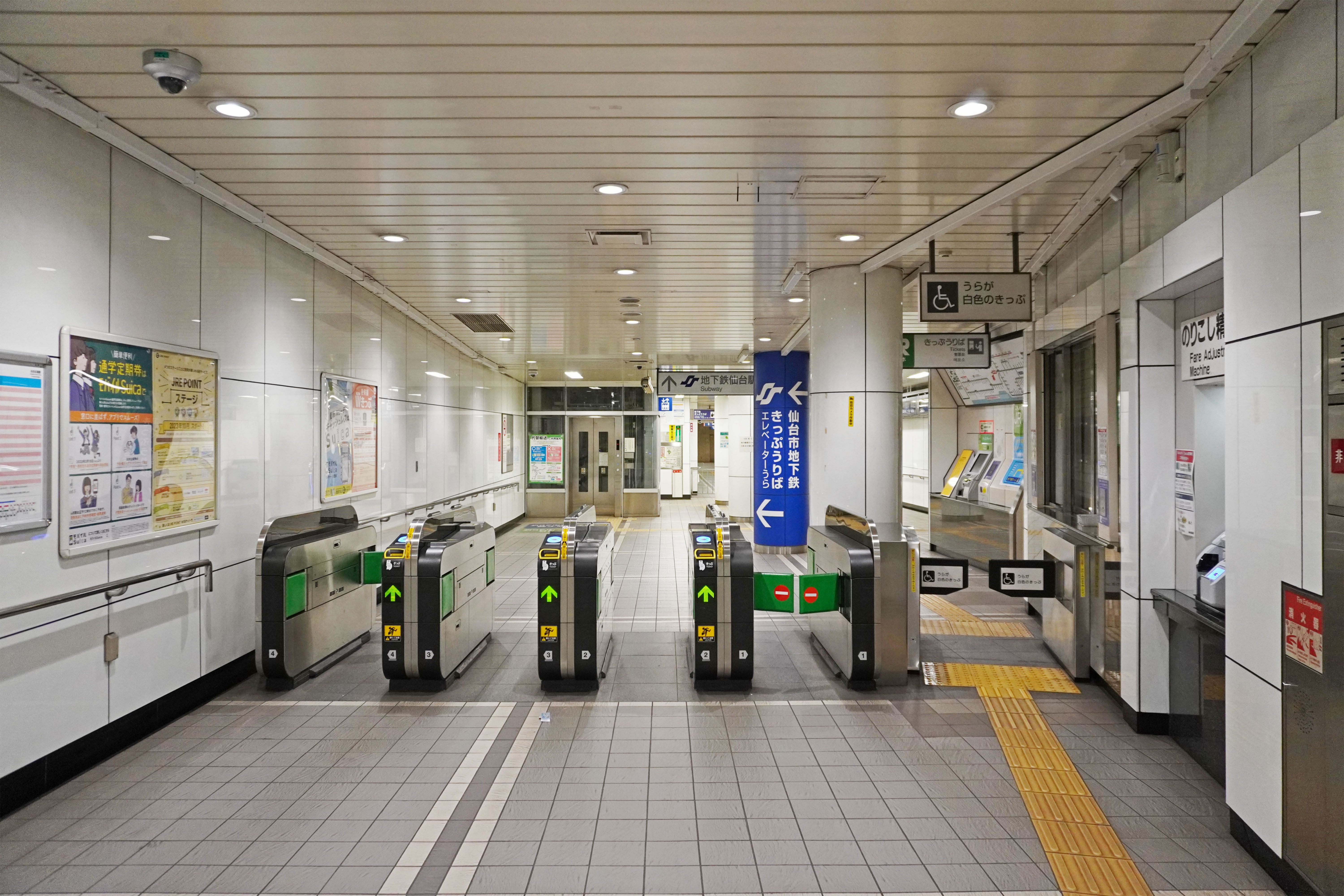
轉乘閘口(2023年5月)

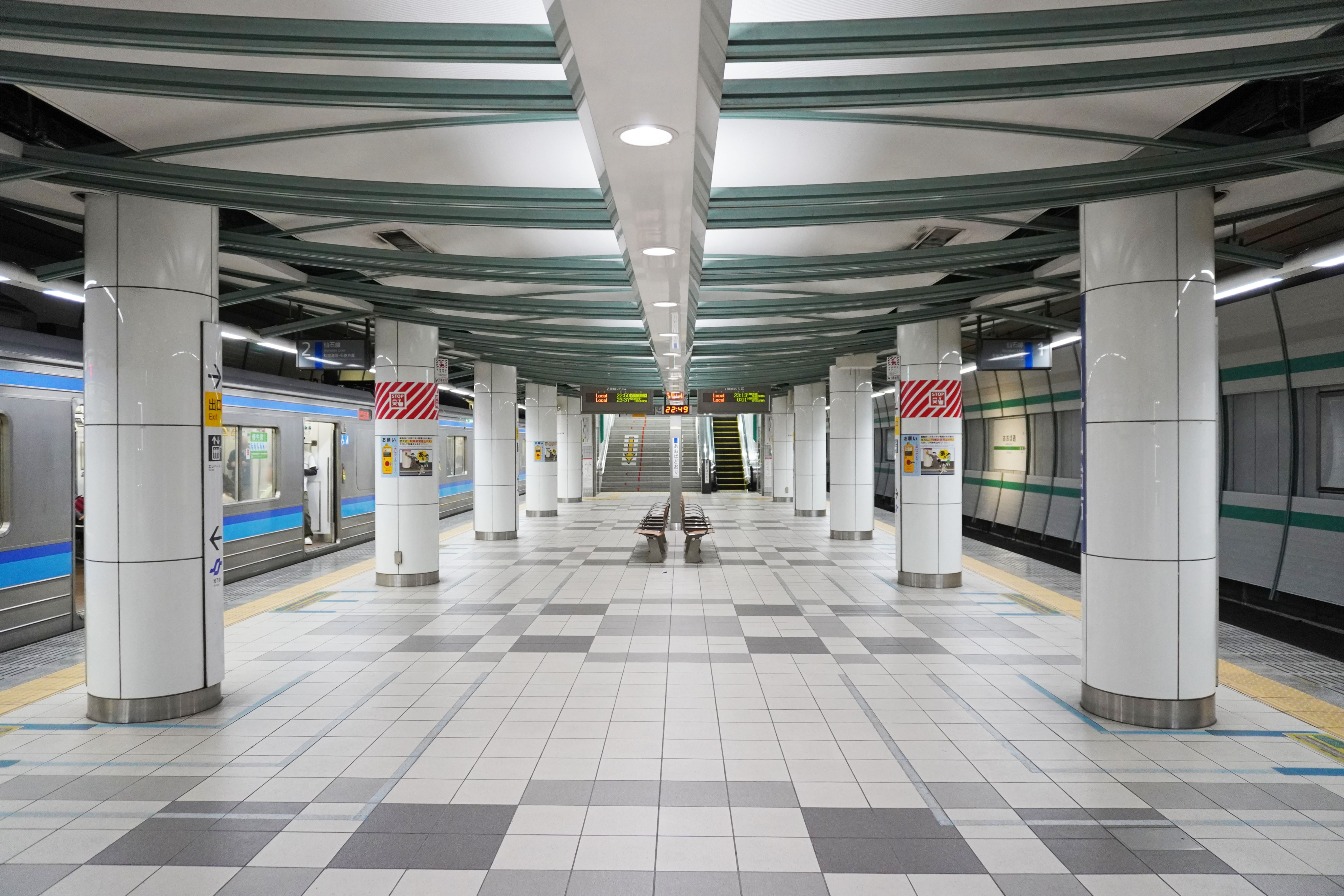
轉乘月台(2023年5月)

全站均位於地底下，路面部份只有車站的出入口，部份出入口與仙台市地下鐵南北線的車站大堂相通，通過閘機後可到達對方的售票大堂。另外，通過仙台站東西地下自由通路，亦能以步行方式由本站通往仙台站主體站舍（亦包括與主體分開的仙石線車站大堂）。
設有島式月台1座，共提供1線2面配置，向仙台站方向設有雙向轉轍器，讓列車可轉換至不同的月台乘降。雖然仙石線列車一直以來都只採用4輛編成的列車，但本站月台的有效長度為5輛，其中下行盡頭設有約1輛長的備用月台，兩側以欄杆圍封，離開月台後亦有約1-2輛的長度才到達最盡頭，為頭端式終止。

### 月台配置
| 月台 | 路線    | 目的地                     |
| ---- | ------- | -------------------------- |
| 1、2 | ■仙石線 | 本鹽釜、松島海岸、石卷方向 |

## 歷史
- 2000年3月11日：隨仙石線地下化及延伸而開業。
- 2002年12月15日：導入自動閘機。
- 2003年10月26日：可使用「Suica」。
- 2010年：

- 3月：增設服務台櫃位。
- 4月1日：與仙台地下鐵的轉乘口站務改由子公司JR東日本東北綜合服務負責。

## 使用情況
| 年度 | 每日平均 乘客人數 |
| ---- | ----------------- |
| 1999 | 13,546            |
| 2000 | 19,198            |
| 2001 | 19,884            |
| 2002 | 19,566            |
| 2003 | 19,890            |
| 2004 | 20,449            |
| 2005 | 21,200            |
| 2006 | 21,298            |
| 2007 | 21,535            |
| 2008 | 21,587            |
| 2009 | 21,155            |
| 2010 | 20,180            |
| 2011 | ---               |
| 2012 | 19,441            |
| 2013 | 20,461            |
| 2014 | 20,410            |

## 相鄰車站
東日本旅客鐵道
■仙石線
青葉通－仙台

## 外部連結
- JR東日本－青葉通站 （页面存档备份，存于）（日語）

Template:仙台站